# Богородська Реп’євка
Богородська Реп’євка (рос. Богородская Репьёвка) — село в Цильнинському районі Ульяновської області Російської Федерації.
Населення становить 289 осіб. Входить до складу муніципального утворення Мокробугурнинське сільське поселення.

## Історія
Від 2004 року входить до складу муніципального утворення Мокробугурнинське сільське поселення.

## Населення
| 2010 |
| ---- |
| 289  |